# Staalconverter

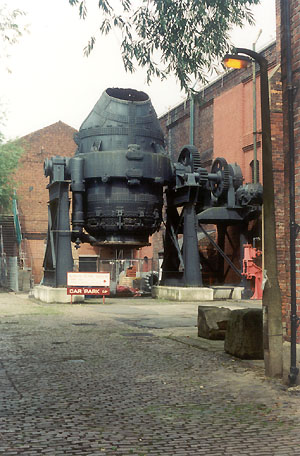
Bessemer converter

Onder een converter verstaat men een kantelbaar vat waarin vloeibaar ruwijzer in staal wordt omgezet.
Naast het ruwijzer wordt meestal schroot en soms een hoeveelheid ijzererts toegevoegd, alsmede toeslagstoffen zoals kalksteen, aluminium en/of ferrosilicium.
Voorbeelden van converters zijn:
- Bessemer peer
- Thomasconverter
- Oxystaalconverter

Het staal dat aldus wordt vervaardigd wordt converterstaal genoemd.
Tegenover het converterstaal staat het staal dat in ovens, zoals de Siemens-Martinoven of de vlamboogoven wordt bereid.